# Kunigunde Juliane van Anhalt-Dessau
Kunigunde Juliane van Anhalt-Dessau (Dessau, 17 februari 1608 - Rotenburg, 26 september 1683) was een prinses van Anhalt-Dessau bij geboorte en door haar huwelijk met Herman van Hessen-Rotenburg (1607-1658) landgravin van Hessen-Rotenburg.

## Leven
Kunigunde was een dochter van vorst Johan George I van Anhalt-Dessau en Dorothea van Palts-Lautern, dochter van Johan Casimir van Palts-Lautern en Elisabeth van Saksen. Ze trouwde op 2 januari 1642 met landgraaf Hermann van Hessen-Rotenburg. Het huwelijk van Herman en Kunigunde bleef kinderloos.